# ルカ・リゴーニ
ルカ・リゴーニ（Luca Rigoni, 1984年12月7日-）は、イタリア・ヴェネト州スキーオ出身の元サッカー選手。現役時代のポジションはミッドフィールダー（セントラルミッドフィールダー）。弟のニコラ・リゴーニもプロサッカー選手である。

## 経歴

### クラブ
地元ヴィチェンツァ・カルチョのユースで育ち、2003年に19歳でトップチームデビュー（当時セリエB）。2005-06シーズンにセリエAのレッジーナ・カルチョに移籍（共同保有）するも、定位置は確保できず、冬の移籍期間にセリエBのピアチェンツァ・カルチョへレンタル移籍となった。
2006年夏にはヴィチェンツァに戻りレギュラーに復帰したが、2008年1月にACキエーヴォ・ヴェローナへ共同保有で移籍。翌2008-09シーズンはセリエAに昇格したチームで後半戦から定位置を確保し、シーズン終了後にはキエーヴォが全ての保有権を買い取り、完全移籍した。
2018年7月18日、パルマ・カルチョ1913に移籍した。
2019年9月2日、ヴィチェンツァに復帰。2022年2月8日、現役引退を表明した。